# SOGI
SOGI（ソジ）は、英語の「Sexual Orientation」と「Gender Identity」の頭文字を取ったアクロニムである。日本語では性的指向と性同一性（性自認）のことである。「SOGIE」や「SOGIESC」のように、性表現（英: Gender Expression）や性的特徴（英: Sex Characteristics）とともに称されることもある。
SOGIはすべての人に関わるため、性的少数者のみのLGBTという言葉よりも広い範囲を指す。

## 定義
人間の性を語るうえで、性的指向、性同一性、性表現、性的特徴という4つの要素で分けられることがある。これらの要素に着目した際に、大多数の人たちは性的マジョリティであるが、社会規範とは異なる人たちもいて、そうした人々をセクシャル・マイノリティ（性的マイノリティ）と呼ぶ。
「SOGI」の「SO」とは、性的指向（英: Sexual Orientation）のアクロニムである。自分の認識する性別とは異なるジェンダーに性愛を感じる場合はヘテロセクシュアル、同じジェンダーに性愛を感じる場合はホモセクシュアル、両方に対して性愛を感じる場合はバイセクシュアル、いずれにも性愛を感じない場合はアセクシュアルなどの言葉がある。
「SOGI」の「GI」とは、性同一性（英: Gender Identity）のアクロニムである。出生時に割り当てられた性別が性同一性に一致している場合はシスジェンダーであり、一致してない場合はトランスジェンダーである。
また、「SOGIE（ソジー）」や「SOGIESC（ソジエスク）」といった用語も使われている。「(G)E」は性表現（英: Gender Expression）の、「SC」は性的特徴（英: Sex Characteristics）のアクロニムである。

## SOGIをめぐる社会や政治

### 日本の政治の動き
2016年2月3日、公明党は性的マイノリティへの差別解消に向けて「性的指向と性自認（SOGI）に関するプロジェクトチーム」を設置することを発表した。同年5月27日、プロジェクトチーム座長の谷合正明は国会内で記者会見し、「人権侵害を抑制するため、性的指向と性自認に関する法制の成案を得ることは喫緊の課題である」と述べている。

## SOGIハラ

### SOGIハラの定義
被害者が性的マイノリティか否かを問わず差別的な言動をしたり、 当事者本人の了承なく性的指向や性自認等を第三者に暴露（アウティング）したり、望まない性別の服装や振る舞い、言葉遣い等を強要したりすることをSOGIハラスメント／SOGIESCハラスメント（SOGIハラ（ソジハラ））と呼ぶ。

### SOGIハラ対策の動き
2017年3月19日に衆議院議員会館で開催された院内集会「レインボー国会」では、自由民主党、民進党、公明党、日本共産党、社会民主党の国会議員計13人が参加し、「SOGIハラ」に関して意見交換が行われた。
同年5月3日には職場でのハラスメントについて考えるパネルディスカッションが都内で開かれ、当事者が「SOGIハラ」を受けた実体験やその防止策を語り合い、高岡法科大学教授の谷口洋幸は「SOGIハラについて、法律や指針で明記されていないことは、大きな問題です」と語っている。なくそう!SOGIハラ実行委員会代表の松中権は「『LGBTハラ』だと被害を受けた人が性的少数者だと明らかになるリスクがあるが、『SOGIハラ』なら周りの人も声を上げやすい」と話している。
2022年には、職場で上司からSOGIハラを受け休職に追い込まれたトランスジェンダーの会社員が、労働基準監督署から労働災害と認定されている。

### 職場内におけるSOGIハラ・アウティングの防止にかかる指針
2020年1月15日、労働施策の総合的な推進並びに労働者の雇用の安定及び職業生活の充実等に関する法律の規定に基づき、事業主が職場における優越的な関係を背景とした言動に起因する問題に関して雇用管理上講ずべき措置等についての指針が告示された。大企業では2020年6月から、中小企業では2022年4月から適用となる。
この指針には、職場内におけるパワーハラスメントに該当すると考えられる例として、「相手の性的指向・性自認に関する侮辱的な言動を行うこと」や、「労働者の性的指向・性自認や病歴、不妊治療等の機微な個人情報について、当該労働者の了解を得ずに他の労働者に暴露すること」等も含まれると明記されている。一方、「労働者の了解を得て、当該労働者の性的指向・性自認や病歴、不妊治療等の機微な個人情報について、必要な範囲で人事労務部門の担当者に伝達し、配慮を促すこと」等はパワーハラスメントに該当しないと考えられる例としている。
事業主は、職場内におけるパワーハラスメントを行ってはならないこと等、労働者は、他の労働者に対する言動に注意を払うこと等が責務とされた。また事業主は、当該事業主が雇用する労働者又は当該事業主が行う職場におけるパワーハラスメントを防止するため、(1) 事業主の方針等の明確化及びその周知・啓発、(2) 相談に応じ、適切に対応するために必要な体制の整備、(3)職場におけるパワーハラスメントに係る事後の迅速かつ適切な対応、(4) そのほか併せて講ずべき措置、を講じなければならないとした。